# Donald Grey Triplett
Pour les articles homonymes, voir Triplett.
Donald Grey Triplett, né le 8 septembre 1933 à Forest dans le Mississippi et mort le 15 juin 2023 dans la même ville, est connu comme la première personne à avoir reçu un diagnostic d'autisme infantile. Malgré un diagnostic considéré comme celui d'un handicap lourd, Donald Grey Triplett a mené une vie indépendante avec de nombreuses relations sociales.

## Biographie
Donald Grey est né le 8 septembre 1933 d'après son acte de naissance, visible dans le reportage de The Atlantic. Cependant, l'ouvrage de John Donvan et Caren Zucker indique une naissance le 9 septembre 1933. Il est le fils de Beamon et Mary Triplett, respectivement avocat et enseignante. Enfant, il ne répond pas aux sourires ni aux paroles de sa mère, et répète les mêmes mots ou phrases (trumpet vine, chrysanthemum et I could put a little comma) en boucle. Il se désintéresse des autres enfants, mais est capable de reproduire sans se tromper une chanson qu'il n'a entendue qu'une seule fois. Ses parents se voient contraints de le laisser dans une institution spécialisée à partir de mi-1937, mais ils refusent d'être séparés de Donald. L'année suivante, ils entendent parler d'un pédopsychiatre établi à Baltimore, Leo Kanner. Ce dernier examine plusieurs fois Donald, ainsi que d'autres enfants. À partir de ces cas, il dégage des points communs qui aboutissent à la publication de son article, intitulé Autistic Disturbance of Affective Contact.
En 2007, une enquête vise à retrouver les patients suivis par Leo Kanner. Malgré son diagnostic d'autisme infantile, considéré comme celui d'un handicap lourd, Donald Grey Triplett, désormais retraité, est allé à l'école secondaire et à l'université, où il a obtenu des notes passables en français et en mathématiques. Il vit en famille dans la maison où il a passé son enfance, entretient de nombreuses relations sociales, possède une Cadillac, joue au golf et voyage régulièrement. Il a visité tous les États-Unis et quelques dizaines d'autres pays. Un reportage diffusé sur la BBC insiste sur le rôle joué par sa mère, qui « a travaillé sans relâche pour l'aider à se connecter au monde autour de lui, pour lui apprendre le langage, pour l'aider à apprendre à prendre soin de lui-même », ainsi que sur sa propre intelligence et sa capacité d'apprentissage, qui lui ont permis de vivre parmi les autres.